# هيرويوكي نيشيمورا (شخصية أعمال)
هيرويوكي نيشيمورا (باليابانية: 西村 博之 ) (و. 1976  م) هو رجل أعمال ياباني على الإنترنت اشتهر بكونه مؤسس 2channel أشهر لوحة رسائل ياباني، والمدير الحالي لـ 4chan. وهو أيضًا مؤلف للمساعدة الذاتية وشخصية تلفزيونية.:PT38  غالبًا ما يُعرف باسمه الأول، هيرويوكي (ひろゆき).

## التعليم
تعلم في جامعة شوؤو، ويونيفيرسيتي اوف سنترال اركانسس.